# Ota Darvoza
La Porta Ovest o Ota Darvoza (porta del padre) è una porta di ingresso della città di Khiva in Uzbekistan e che dà accesso alla città murata di Itchan Kala.
Un Bazar e un mercato cambiavalute si tengono nelle vicinanze . Venne distrutta nel 1920 durante il periodo rivoluzionario, fu ricostruita dai sovietici nel 1975. Oggi funge da ingresso principale.
Appena dietro vi sono la madrassa Mohammed Amin Khan (ora Hotel Khiva) e il minareto Kalta Minor.